# B. Radó Lili
B. Radó Lili, született Radó Lili, férjezett Balassa Árpádné (Budapest, 1896. június 5. – Budapest, 1977. szeptember 19.) magyar költő, ifjúsági író, műfordító. 

## Élete
A Nemzeti Zenede énektanszakán végzett. 1911-től vidéki, majd budapesti folyóiratokban publikált. 17 kötet ifjúsági vers, mesekönyv, ifjúsági dal, kórusmű szövegírója. Ifjúsági lapok és az Ifjúsági Rádió munkatársa volt. Művei finn, német, olasz, svéd fordításban is megjelentek. Számos ifjúsági regényt és verset fordított. Az 1944 márciusi német bevonulástól a felszabadulásig naplót vezetett. Ezt az időt csillagos házakban élte túl családjával. A Magyar Népköztársaság Művészeti Alapjának és a Magyar PEN Club tagja volt.
A Vidám úttörő című dal szövegírója, melyet a köznyelv gyakran hívott "Minta mókus"-nak.
Sírja a Farkasréti temetőben található.

## Családja
Dr. Radó (Rosenblüth) Lajos (1863–1915) kisvárdai születésű ügyvéd és Vadász (Weinberger) Mária lánya. Édesanyját fiatalon elvesztette. Apai nagyszülei dr. Rosenblüth Bernát és Fuchs Johanna, anyai nagyszülei Weinberger Ignác és Berger Ilka voltak.
Férje Balassa (Berger) Árpád műépítész volt, akivel 1918. december 25-én Budapesten kötött házasságot. Gyermekei Balassa Mária (1919–1981) orvos és Balassa P. Tamás zeneszerző, karmester, zongoraművész.

## Főbb művei
- Ketten a tükör előtt (versek, Budapest, 1931)
- Úgy érzem, éltem (versek, Budapest, 1935)
- Kis dalok az állatokról (Kazacsay Tibor zenéjével, 1937)
- Lili néni meséi (Budapest, 1937)
- Ének az éjszakában (versek, Budapest, 1942)
- Kisgyerek, kismadár, kisvirág (mesék, versek. A gyermekdalok Balassa Tamás zenéjével, Budapest, 1943)
- A furfangos Mása (képes mesekönyv, Budapest, 1948)
- A piros virág városa (meseregény, Budapest, 1949)
- Színes mesék (Budapest, 1949)
- Vidám veteményeskert (verses képeskönyv, Budapest, 1949)
- Petty király bánata (mese, Budapest, 1966)